# Albert Wehr

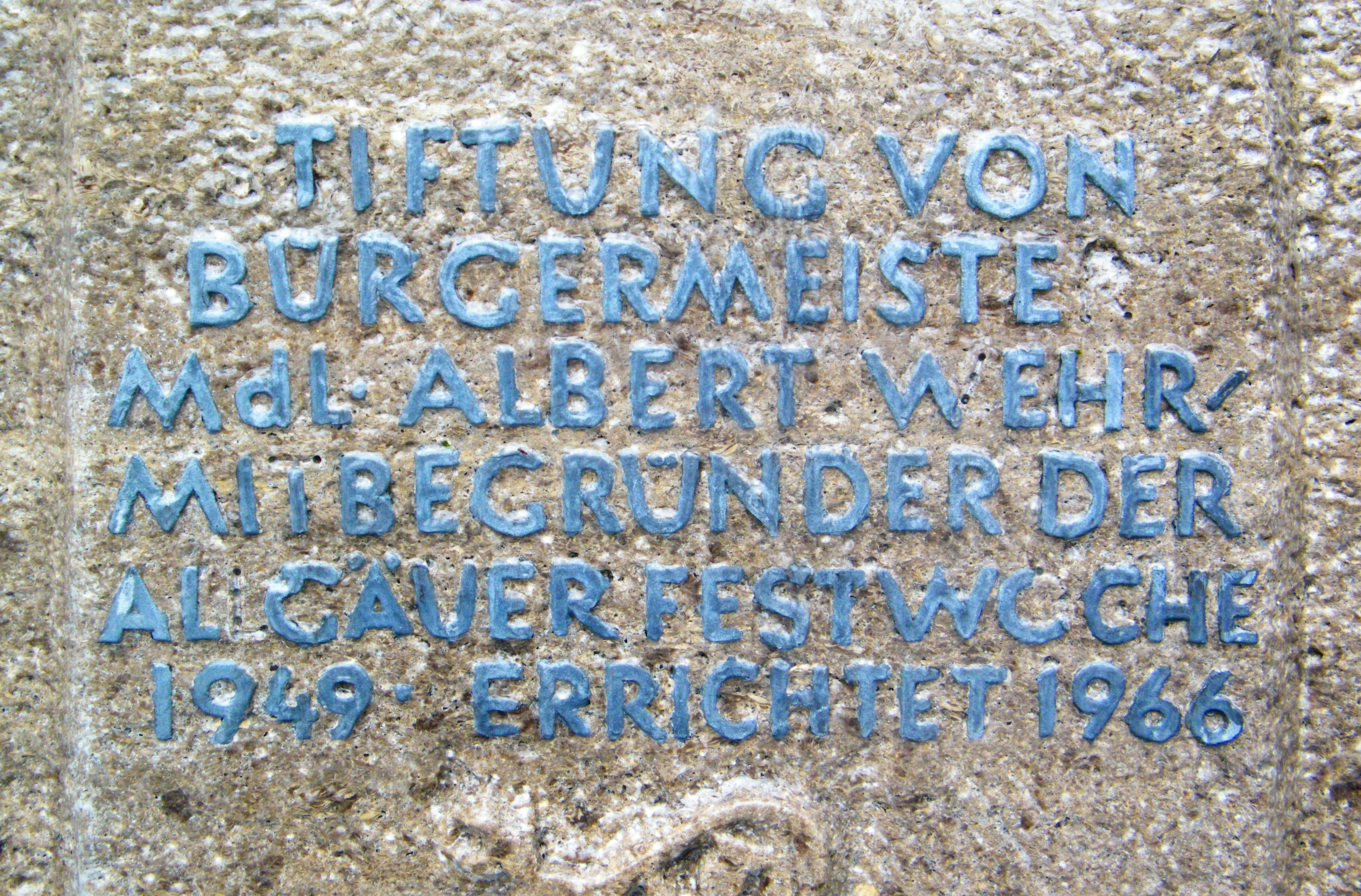
Inschrift eines Brunnens am Zumsteinhaus in Kempten

Albert Wehr (* 16. Februar 1895 in Kempten (Allgäu); † 30. Mai 1987 ebenda) war ein deutscher Politiker der SPD.
Wehr besucht in seiner Heimatstadt Kempten die Schule und ließ sich dort zum Feinmechaniker ausbilden. Diesen Beruf übte er in mehreren Städten aus. Im Ersten Weltkrieg wurde er als Soldat auf Luftschiffen an der Westfront eingesetzt. 1919 wurde er zum Vorsitzenden des Betriebsrats der Kemptener Unternehmung Albert Ott gewählt, im selben Jahr wurde er ehrenamtlicher Leiter der Geschäftsstelle des Metallarbeiterverbandes. Wehr, der mittlerweile zum Feinmechanikermeister aufgestiegen war, gründete 1927 ein eigenes Geschäft in Kempten. 1932 wurde er Reichsbannerführer in Kempten, im Jahr darauf wurde er in Schutzhaft genommen. Während des Zweiten Weltkriegs war er Oberfeldwebel der Luftwaffeneinheiten.
Seine politische Karriere begann Wehr, der 1918 in der SPD beitrat, als Ortsvorsitzender seiner Partei und Stadtratsabgeordneter. Nach Kriegsende wurde er 1945 von der US-amerikanischen Militärregierung zum ersten Bürgermeister von Immenstadt im Allgäu ernannt, diesen Posten hatte er einige Monate inne. 1946 wurde er zum zweiten Bürgermeister von Kempten gewählt. In diesem Posten wurde er sechs Mal bestätigt, bis 1972 führte er das Amt aus. Er hatte maßgeblichen Anteil am Wiederaufbau der Stadt. Darüber hinaus gehörte er von 1954 an dem Bezirkstag von Schwaben und von 1958 bis 1966 dem Bayerischen Landtag an. In diesen wurde er beide Male über die Wahlkreisliste in Schwaben gewählt, er saß im Ausschuss für Ernährung und Landwirtschaft. 1959 war er ferner Mitglied der dritten Bundesversammlung. Bis 1973 leitete er die Organisation der Allgäuer Festwoche, an deren Gründung 1949 er maßgeblich beteiligt war.
Seit 1997 verleiht der Ortsverband der SPD in Kempten den nach ihm benannten Albert-Wehr-Ehrenpreis.

## Auszeichnungen
- Ehrenmeisterbrief des Deutschen Handwerks
- 1958: Goldene Bürgermedaille der Stadt Kempten
- 1963: Bundesverdienstkreuz
- 1966: Bayerischer Verdienstorden
- 1968: Bayerische Verfassungsmedaille
- 1974: Ehrenbürger der Stadt Kempten